# Montaldi (calciatore)
 Montaldi (fl. XIX-XX secolo) è stato un calciatore italiano, di ruolo attaccante.

## Carriera
Calciatore italiano di cui è ignoto il nome, militò nel Genoa nel 1903. Con i genovesi conquistò la vittoria del campionato italiano di calcio al termine della finale del 13 aprile, che vide i genoani prevalere sulla Juventus per 3-0.

## Palmarès

### Calciatore

#### Club

##### Competizioni nazionali
- Campionato italiano: 1

Genoa: 1903